# Volo Itavia 703
Il volo Itavia 703 era un volo di linea della compagnia aerea italiana Itavia, effettuato con un Douglas DC-3, che la sera del 30 marzo 1963 si schiantò sulle pendici del monte Serra Alta (1 710 m), nella catena montuosa della Serra Lunga, sul versante del comune di Balsorano, in provincia dell'Aquila, e in cui perirono tutti gli 8 occupanti dell'aereo, 5 passeggeri e 3 membri dell'equipaggio.

## L'incidente
Il Douglas DC-3 I-TAVI dell'Itavia era un vecchio Douglas C-47B risalente al 1945, convertito in aereo passeggeri e acquistato usato dalla precedente compagnia proprietaria Hunting-Clan Air Services.
Sabato 30 Marzo 1963 alle ore 18:36 locali, l’aeromobile DC-3 della compagnia Italiana “Aerolinee Itavia”, immatricolato I-TAVI, volo IFR (Istrumental Flight Rules) numero “IT/703” con a bordo 3 membri d’equipaggio (C.te: Ernesto Roggero, co-pilota: Carlo Erminio Bonfanti, Assistente di volo: Luigi Palitta) e 5 passeggeri (Gelber Marvin Walter, Di Michele Marco, Angeloni LeonBruno, Marcello Nicolò e Mancini Guido vice-presidente di Compagnia) decollò dall’aeroporto "Liberi" di Pescara alla volta di Roma-Ciampino.
La rotta diretta Pescara-Ciampino, era impraticabile a causa del maltempo che imperversava sull'Italia centrale con piogge, neve e forti raffiche di vento.
Il C.te Ten.Col. pilota Ernesto Roggero , presentò un piano di volo alternativo che aggirava la perturbazione passando a sud di essa, che fu approvato dall’ACC di Brindisi.
Nel primo tratto di volo Pescara-Roccaraso, il DC-3 fu guidato alla perfezione dal radar militare “Fionda” di Pescara, per evitare durante il volo i pericolosissimi cumuli-nembi.
Nel secondo tratto di volo, Roccaraso-Ciampino, mentre si affievoliva il segnale della radar-assistenza di “Fionda”, il DC-3 non riuscì a stabilire il contatto con il radar di Roma, riuscendo a collegarsi solo via radio con Roma Informazioni, che non vedeva e non sapeva la posizione dell’aereo, ma si basava su quello che riferiva il pilota.
Tra Roccaraso (AQ) e Settefrati (FR), l’aereo fu rallentato da un forte vento contrario di circa 40 nodi, che  fece perdere ai 2 piloti ogni riferimento dato che nessuno li poteva informare sulla loro posizione effettiva.
In quel tratto di volo, al buio ed in mezzo alle nubi ,si affidarono all’orologio e ai tempi di percorrenza. 
L’aereo viaggiava ad un’altitudine di 10000 piedi (3048 m s.l.m.) in cui la pressione atmosferica aveva un andamento isobarico.
All’improvviso, i piloti intravidero sulla loro destra le luci di una città, e credendo di essere oramai arrivati a Roma Ciampino, virarono in quella direzione.
Il C.te chiese due discese di quota nel tentativo di avere migliore visuale sulle luci che intravedeva. Roma Informazioni non sapendo dove si trovasse il DC-3, fidandosi di ciò che riferiva il C.te autorizzò soltanto la discesa da 10000 a 6000 piedi.
Mentre l’apparecchio si dirigeva verso quelle lontane luci all’altitudine di 6000 piedi, sulla sinistra il C.te intravide la luce rossa di segnalazione di un’antenna e pensando che fosse quella di Monte Cavo nel Lazio era convinto di essere quasi arrivato. 
Nell’avvicinarsi alle luci, il C.te pilota Roggero si rese conto di non essere a Ciampino e chiese subito a Roma Informazioni l’autorizzazione per dirigersi verso il VOR della città di Ostia (RM) per forare eventualmente sul mare.
Questa manovra gli sarebbe stata utile per evitare le interferenze alla radio di bordo, dovute alle montagne, che lo indussero a credere di avere persino un’avaria agli strumenti, e riprendere i riferimenti giusti collegandosi con il radiofaro LJ , posizionato presso l’aeroporto di Roma Urbe.
L’operatore di Roma Informazioni autorizzò l’aereo, a dirigersi verso Ostia VOR mantenendo l’altitudine di 6000 piedi (1828,8 m). 
Pochi istanti dopo, alle ore 19:36 locali, avvenne lo schianto contro la montagna innevata sovrastante il comune di Balsorano (AQ), in località Monte Serra Alta a pochissime centinaia di metri dal confine con il comune di Sora (FR) dove persero la vita tutte e 8 le persone occupanti il velivolo. 
L’altitudine di 6000 piedi (1828,8 m) s.l.m. indicata dall’altimetro barometrico installato a bordo e confermata nelle comunicazioni T/B/T dal C.te Roggero, purtroppo, non corrispondeva al vero. 
Lo scarto tra la quota indicata e quella reale era di circa 586,6 piedi ovvero 178,8 metri.
Il DC-3 si schiantò contro la parete rocciosa all’altitudine di 1650 metri circa per arrestarsi a quota 1685 metri, a soli 25 metri dalla vetta sovrastante quel punto.
La collisione ebbe inizio con l’urto della semiala sinistra contro degli alberi che vennero falciati ed in particolare contro un grosso faggio che ne causò il distacco facendo  ruotare il velivolo verso sinistra di circa 18 gradi causando anche lo squarcio dalla fusoliera  al punto di attacco dell’ala sinistra e l’accartocciamento della restante parte  verso gli impennaggi di coda  con il distacco del motore. 
Tutto questo causò la fuoriuscita di benzina avio dai serbatoi dell’ala e la parte centrale del velivolo si incendiò con fiamme alte visibili dai paesi circostanti nonostante il maltempo.
Il relitto dell'aereo, divenuto una sorta di memoriale, si trova sul luogo dell'impatto.

## Le vittime
Nel disastro aereo perirono tre membri dell'equipaggio: Ernesto Roggero - (comandante), Erminio Bonfanti - (secondo pilota) e Luigi Palitta - (assistente di volo) e cinque passeggeri: Leonbruno Angeloni, Marco Di Michele, Marvin Walter Gelber, Nicolò Marcello e Guido Mancini.
Alle vittime è stata dedicata una stele commemorativa installata sul luogo dell'impatto, dove si trova il relitto dell'aereo.